# Federazione di pattinaggio di Macao
La Federazione di pattinaggio di Macao è l'organo di Macao che governa e gestisce tutti gli sport rotellistici ed ha lo scopo di organizzare, disciplinare e sviluppare tali discipline.

La sede della federazione è a Macao.

## Discipline
Le discipline ufficialmente affiliate alla federazione sono le seguenti:
- Hockey su pista
- Hockey in linea
- Pattinaggio freestyle
- Pattinaggio artistico
- Pattinaggio corsa
- Skateboard
- Skiroll